# New Nissan Stadium
Das New Nissan Stadium ist ein im Bau befindliches American-Football-Stadion in der US-amerikanischen Stadt Nashville im Bundesstaat Tennessee. Es wird die neue Heimspielstätte der Tennessee Titans aus der National Football League. Es soll ab 2027 das alte Nissan Stadium ablösen. Das Stadion mit 60.000 Plätzen soll 2,1 Milliarden US-Dollar kosten und neben dem Nissan Stadium gebaut werden. Das Nissan Stadium wird abgerissen. Das Stadion entwarfen Manica Architecture, die bereits das Allegiant Stadium, das NRG Stadium und das Wembley Stadium entworfen haben.
Im November 2023 schlossen die Tennessee Titans und die Nissan North America, Inc. einen Sponsoringnamensvertrag für das neue Stadion über 20 Jahre ab. Über das finanzielle Volumen wurden keine Angaben gemacht.

## Geschichte

### Hintergrund
Das alte Stadium mit 69.000 Plätzen, ist seit seiner Eröffnung im Jahr 1999 die Heimspielstätte der Tennessee Titans. Die Stadt Nashville hat sich im Pachtvertrag von 1996 verpflichtet, den Tennessee Titans innerhalb der Vereinbarung bis 2039 ein „erstklassiges“ Stadion zur Verfügung zu stellen. Die Stadt beauftragte ein unabhängiges Unternehmen, die Venue Solutions Group (VSG), mit einer gründlichen Bewertung des derzeitigen Zustands des Stadions und der Kosten für seine Instandhaltung während der verbleibenden Laufzeit des Mietvertrags, die 2039 endet. VSG legte einen vorläufigen Bericht vor, aus dem hervorging, dass es die Stadt zwischen 1,75 und 1,95 Milliarden Dollar kosten würde, das Nissan-Stadion in einen "erstklassigen Zustand" zu versetzen. Daraufhin konzentrierte man sich auf die Errichtung einer neuen Heimat für die Titans. Nach monatelangen Verhandlungen wurde Mitte Oktober 2022 die Einigung von Nashvilles Bürgermeister John Cooper und den Tennessee Titans für einen Stadionneubau erzielt. Es soll auf der Parkplatzfläche, direkt östlich neben dem Nissan Stadium, entstehen. Der Bau des neuen Stadions und Abriss des alten Stadions sind Teil der städtebaulichen Entwicklung des Stadtbezirkes East Bank von Nashville.

### Planung
Die 2,1 Milliarden US-Dollar, die zur Finanzierung des neuen Stadions erforderlich sind, sollen aus verschiedenen Quellen stammen:
- 840 Millionen US-Dollar von den Tennessee Titans
- 500 Millionen US-Dollar vom Bundesstaat Tennessee
- 760 Millionen US-Dollar aus Anleihen, die von der Metro Sports Authority ausgegeben werden und durch den Verkauf von Sitzplatzlizenzen und Steuern, die im Stadion erhoben werden, zurückgezahlt werden sollen

Das vorgeschlagene 1,7 Millionen Quadratfuß (rund 158.000 Quadratmeter) große Stadion wäre eine Kuppel, hätte eine Kapazität von rund 60.000 Sitzplätzen und rund 170 Luxussuiten. Die Titans würden einen 30-jährigen Mietvertrag für das Stadion unterzeichnen.

### Bau
Am 29. Februar 2024 erfolgte der erste Spatenstich für das Bauvorhaben.